# Алмазная тропа
«Алмазная тропа» — пятисерийный телевизионный художественный фильм режиссёра Владимира Хмельницкого. Совместное производство «Киевнаучфильм» (СССР) и «Интер-Альянс фильм» (ФРГ) при посредничестве внешнеторгового объединения «Совэкспортфильм».

## Сюжет
Предыстория: на Учёном совете профессор Шестаков делает научный доклад о предполагаемом залегании алмазных кимберлитовых трубок в совершенно недоступных районах Сибири. Состоятельность гипотезы может подтвердить только реально обнаруженная алмазная трубка. На удачный исход экспедиции указывает, по мнению учёного, геологическое сходство Средней Сибири и Южной Африки.
Члены экспедиции: профессор Павел Илларионович Шестаков — отдавший все силы, доказывая, что в Якутии есть алмазы и возглавивший несколько геологических экспедиций в район предполагаемого их нахождения.
Дмитрий Владимирович Боровский — сын академика Боровского, учеником которого был Шестаков. Долголетний соратник профессора, убеждённый в его правоте.
Надежда Петровна Цветкова — 30 лет, старший геолог, любимая ученица Шестакова. Её муж учился на одном курсе с Боровским, но погиб в экспедиции, будучи ещё студентом.
Вера Лесун — коллектор, студентка 3-го курса. Она влюблена в Дмитрия и настойчиво добивается участия в экспедиции.
Фёдор — опытный таёжник, старатель, бывший цирковой артист. Авантюрист, находивший в прошлом алмазы и использующий экспедицию в корыстных целях.
Леонид — молодой человек, надеющийся получить в экспедиции опыт, необходимый для поступления в геологический техникум.
Первая серия. Приезд авторитетного немецкого геофизика профессора фон Гейдена и его поддержка выступления Павла Илларионовича дала возможность получить разрешение Учёного совета на организацию поисков сибирских алмазов.
Начало долгого пути. Первые трудности. Вера даёт понять Дмитрию, что не случайно оказалась в этой экспедиции. Романтическая девушка влюблена в своего старшего товарища. Умирает профессор Шестаков, Боровский настроен продолжать путь, его поддерживают остальные.
Вторая серия. В лесу нашли останки задранных медведем членов предыдущей экспедиции Шестакова. Одна за другой падают лошади. Перед трудной переправой решили разделиться на две группы. Боровский показывает Цветковой предсмертное письмо профессора, где сказано, что на неё возлагаются обязанности начальника партии.
При переправе лопнула верёвка, Фёдор спасает жизнь Цветковой и признаётся, что знает место, где есть алмазы. Предлагает идти туда вдвоём, после возникшей ссоры, покидает лагерь. На группу Боровского напали волки, их спасает неожиданно появившаяся из лесной чащи якутянка Майя.
Третья серия. Группа Боровского пришла в лагерь Цветковой и вместе с Надеждой Петровной, они отправляются в таёжный посёлок, где живут родные Майи. Боровский серьёзно воспринимает рассказанную старым охотником легенду о солнечном камне. На берегу ближайшей реки геологи берут пробы породы.
Боровский в тайге встретил Фёдора, тот повторил своё предложение о совместном розыске алмазов. После последовавшей между ними стычки, Фёдор бросает Дмитрия на произвол судьбы. Через некоторое время Боровского нашла, пошедшая на его розыски Надежда.
Четвёртая серия. Лесной пожар идёт по следу геологов. Дмитрию становится всё хуже, Надежда из последних сил пытается помочь ему продолжить путь. В бреду Боровский всё чаще упоминает жёлтую землю из старой легенды. Найденная в лесу охотничья избушка позволила передохнуть и набраться сил.
Недалеко от их хижины Дмитрий нашёл небольшую россыпь пиропов, дающих надежду, что где-то рядом есть кимберлит.
На хижину напал медведь, раненый пулей Фёдора и, вновь на выручку пришла Майя.
Пятая серия. С утроенными усилиями экспедиция занялась разработкой этого района. От начальства приходит тревожная телеграмма. По прогнозам ожидается ранняя зима. Им приказано немедленно сворачивать поиски и возвращаться на базу.
Боровский чувствует, что находится на пороге открытия и настаивает на продолжении поисков. Надежда вынуждена увести экспедицию на зимовку. Дмитрий женится на Вере, и они остаются в лагере.
Боровский поднимается вверх по реке и находит следы взрывных работ проводившихся Фёдором, который сам по неосторожности подорвался на аммоните. При очередном переходе гибнет Вера. Дмитрий до наступления холодов возвращается в Ленинград. Он полагает, что алмазов в Якутии нет.
У Надежды, успевшей завершить анализ добытых образцов, другое мнение. Она возглавляет новую экспедицию, уверенная в её успешном завершении.

## В ролях
- Наталья Величко — Надежда Цветкова
- Паул Буткевич — Дмитрий Боровский
- Сергей Полежаев — профессор Павел Шестаков
- Нина Ильина — Вера Лесун
- Стасис Петронайтис — Фёдор
- Сергей Иванов — Лёнька
- Алексей Кожевников — член Учёного совета
- Пауль Дальке — профессор фон Гейден
- Хорст Янсон — Герд Ренер
- Буда Вампилов — проводник Николай
- Максим Мунзук — Кэлтэгей
- Гульсим Жумагулова — Майя
- Камбар Валиев — Кеша
- Боря Драженко — Боря Цветков

## Съёмочная группа
- Автор сценария — Алексей Леонтьев
- Режиссёр-постановщик — Владимир Хмельницкий
- Оператор-постановщик — Юрий Гармаш, Лев Штифанов
- Композитор и исполнитель песен — Александр Градский
- Художник-постановщик — Кирилл Бобровников[2]
- Звукооператор — И. Погон
- Монтажёр — Н. Рымар
- Редактор — М. Вепринский
- Ассистенты режиссёра — М. Донец, Е. Белкин, С. Новофастовский, Б. Альбитер
- Ассистенты оператора — А. Тесля, Е. Цыпленков
- Оператор спецсъёмок — Альберт Виноградов[3]
- Директор — Ю. Зельдич

## Прокат
Для проката в кинотеатрах была выпущена двухсерийная версия.
Фильм посмотрели 2,2 млн зрителей.